# АНТ-1
АНТ-1 — одноместный опытный спортивный самолёт, совершивший первый полёт 21 октября 1923 года; первая разработка ОКБ им. Туполева. Спроектирован А. Н. Туполевым на основании его опыта при создании аэросаней и кораблей. Самолёт представлял собой свободнонесущий моноплан смешанной конструкции.

## История
При конструировании АНТ-1 впервые использовался лёгкий и прочный материал кольчугалюминий, хотя основными материалами всё равно оставались дерево и ткань. Самолёт приводился в движение двигателем Анзани мощностью 35 л. с.
Самолет строили в одной из комнат второго этажа бывшего особняка меховщика Михайлова. Сейчас в этом здании на улице Радио, расположен Научно-мемориальный музей Н.Е. Жуковского. После того как самолет был собран его на руках перенесли через Дворцовый мост по Красноказарменной улице на Кадетский плац, откуда и был совершен первый полет. В дальнейшем полеты проводились на аэродроме.
Первый полёт был совершён 21 октября 1923 года инженером-пилотом Е. И. Погосским. После нескольких испытательных полётов двигатель вышел из строя, после чего до 1937 года самолёт находился в сборочном цехе. В этом же году единственный экземпляр АНТ-1 уничтожили.

## Конструкция[3]
- Крыло - жесткое, неразъемное, нервюры изготовлены из кольчугалюминия. Лонжероны деревянные, коробчатого сечения. Обшивка крыла полотняная.
- Фюзеляж - прямоугольного сечения, рамной конструкции, четыре лонжерона, кронштейны из кольчугалюминия. Обшивка фюзеляжа между двигателем и кабиной пилота листовой кольчугалюминий, остальная часть полотно. При сборке самолета фюзеляж накладывается на крыло и крепится к лонжеронам четырьмя болтами.
- Двигатель - "Anzani" шестицилиндровый, воздушного охлаждения. Мощность 35 л.с. Винт деревянный, двухлопастной.
- Кабина пилота - расположена между лонжеронами над крылом. Кабина открытая. Пилот и приборная доска от воздушного потока защищены козырьком. на приборной доске размещены: указатель давления масла, указатель частоты вращения (тахометр), кнопка зажигания. Слева по борту установлен сектор газа.
- Шасси - два дисковых колеса, закрепленных на одной оси. К фюзеляжу ось крепится при помощи четырех стоек. Две стойки идут к носовой части фюзеляжа, две другие соединяются с фюзеляжем в точке крепления фюзеляжа со вторым лонжероном крыла.
- Оперение - стабилизатор обшивка выполнена из полотна. Руль высоты из кольчугалюминия. Киль и руль направления из кольчугалюминия и обшиты полотном.

## Тактико-технические характеристики
- Экипаж: 1 человек
- Длина: 5,4 м
- Высота: 1,7 м
- Размах крыльев: 7,2 м
- Площадь крыльев: 10 м²
- Взлётная масса: 360 кг
- Двигатель: 1×Анзани, 26 кВт (35 л. с.)
- Максимальная скорость: 125 км/ч
- Продолжительность полёта: 4 ч
- Дальность полёта: 540 км
- Практический потолок: 600 м